# Role model (sociologie)
Ne doit pas être confondu avec Role Model.
Pour les articles homonymes, voir Role model.

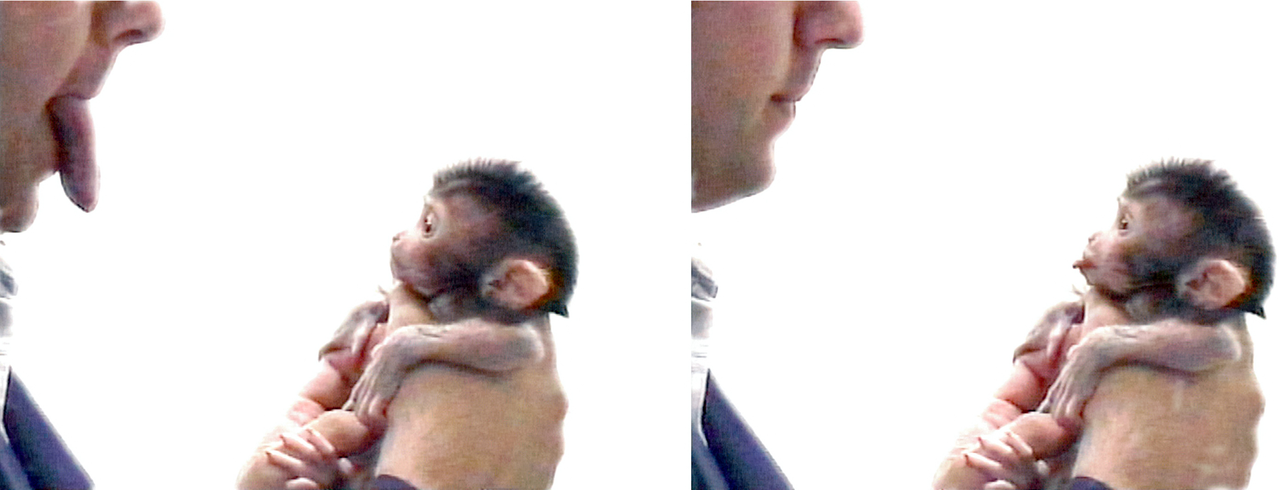
Image montrant un nouveau-né macaque.

Un ou une role model, ou modèle de rôle, est une personnalité dont le comportement, l'exemple ou le succès est (ou peut être) imité par des tiers, notamment par des personnes plus jeunes. Le terme role model émane du sociologue Robert King Merton, qui a inventé cette expression au cours de sa carrière,. Merton formule l'hypothèse que les individus se comparent avec des groupes de référence, qui exercent une position sociale à laquelle aspirent les premiers. Un exemple de role model est observé quand des fans vouent une passion à des personnalités du sport ou spectacle et commencent à les imiter.
Dans la seconde moitié du XXe siècle, des militants pour l'égalité professionnelle ont diffusé cette notion et l'ont inscrite dans le thème plus vaste du capital social — qui englobe également les concepts de plafond de verre, de réseautage (en), de mentorat et de gatekeeper — pour identifier et abattre les obstacles affrontés par les groupes non-dominants dans l'évolution de leurs carrières. Dans les années 1970, ces termes n'apparaissaient guère dans le lexique américain courant ; toutefois, leur emploi est devenu quotidien vers le milieu des années 1990. Malgré les critiques estimant que l'expression role model est obsolète, la notion de role model — avec la dimension de responsabilité qui y est associée — a marqué les esprits et apparaît couramment dans les discours ; la notion conserve un fort impact dans le monde du divertissement et les médias.
En français, le terme role model est utilisé tel quel, importé comme « rôle modèle » ou préférentiellement « modèle de rôle »,, selon la Vitrine linguistique depuis 1988.